# 古爾伊夫
50°17′11″N 35°43′7″E / 50.28639°N 35.71861°E
胡爾伊夫（烏克蘭語：Гур'їв）是位於烏克蘭東部的村莊，由哈爾科夫州博霍杜希夫區的佐洛奇夫市鎮負責管轄。該村處於布拉捷尼齊亞河源頭附近，面積0.397平方公里，海拔高度178米。